# Lobrigos (São Miguel e São João Batista) e Sanhoane
Lobrigos (São Miguel e São João Batista) e Sanhoane (oficialmente: União das Freguesias de Lobrigos (São Miguel e São João Batista) e Sanhoane) é uma freguesia portuguesa do município de Santa Marta de Penaguião, com 14,71 km² de área e 2493 habitantes (censo de 2021). A sua densidade populacional é 169,5 hab./km².

## História
Foi criada aquando da reorganização administrativa de 2012/2013,  resultando da agregação das antigas freguesias de Lobrigos (São Miguel), Lobrigos (São João Baptista) e Sanhoane.

## Demografia
A população registada nos censos foi:
| Distribuição da População por Grupos Etários | Distribuição da População por Grupos Etários | Distribuição da População por Grupos Etários | Distribuição da População por Grupos Etários | Distribuição da População por Grupos Etários | Distribuição da População por Grupos Etários |
| -------------------------------------------- | -------------------------------------------- | -------------------------------------------- | -------------------------------------------- | -------------------------------------------- | -------------------------------------------- |
| Antes da agregação                           |                                              |                                              |                                              |                                              |                                              |
| Ano                                          | 0-14 anos                                    | 15-24 anos                                   | 25-64 anos                                   | >= 65 anos                                   | Total                                        |
| 2001                                         | 497                                          | 506                                          | 1646                                         | 549                                          | 3198                                         |
| 2011                                         | 412                                          | 325                                          | 1646                                         | 627                                          | 3010                                         |
| Após a agregação                             |                                              |                                              |                                              |                                              |                                              |
| Ano                                          | 0-14 anos                                    | 15-24 anos                                   | 25-64 anos                                   | >= 65 anos                                   | Total                                        |
| 2021                                         | 252                                          | 258                                          | 1305                                         | 678                                          | 2493                                         |